# ماشاورا
ماشاورا (به لاتین: Mashavera) یک رود در گرجستان است که در شهرداری بولنیسی واقع شده‌است و در ادامه به رود خرامی وارد می‌شود. این رود از میان شهرهای بولنیسی و دمانیسی گذر می‌کند و ۶۶ کیلومتر درازا و ۱۳۹۰ کیلومتر مربع حوزه آبریز دارد.